# SV Limburgia in het seizoen 1960/61
Het seizoen 1960/1961 was het zevende jaar in het bestaan van de Brunssumse betaaldvoetbalclub Limburgia. De club kwam uit in de Nederlandse Eerste divisie A en eindigde daarin op de zesde plaats. Tevens deed de club mee aan het toernooi om de KNVB Beker, hierin werd het team in de groepsfase uitgeschakeld.

## Wedstrijdstatistieken

### Eerste divisie A
|       | AGOVV | BVV   | D.F.C. | EDO   | Enschedese Boys | Fortuna | Helmondia '55 | Hermes DVS | HVC   | KFC   | Leeuwarden | RBC   | Stormvogels | Veendam | Vitesse | Volendam | De Volewijckers |
| ----- | ----- | ----- | ------ | ----- | --------------- | ------- | ------------- | ---------- | ----- | ----- | ---------- | ----- | ----------- | ------- | ------- | -------- | --------------- |
| Thuis | 3 – 0 | 2 – 0 | 4 – 3  | 5 – 2 | 1 – 1           | 4 – 0   | 3 – 0         | 1 – 2      | 0 – 0 | 0 – 1 | 1 – 2      | 3 – 2 | 3 – 2       | 3 – 1   | 4 – 4   | 0 – 2    | 0 – 4           |
| Uit   | 6 – 2 | 2 – 2 | 4 – 0  | 1 – 3 | 1 – 2           | 1 – 0   | 0 – 2         | 1 – 1      | 0 – 1 | 1 – 0 | 2 – 3      | 2 – 2 | 3 – 3       | 1 – 2   | 1 – 0   | 2 – 0    | 0 – 1           |

### KNVB Beker
| Groepsfase                                                         | MVV                                    | 2 – 3 (1 – 1) | Limburgia                                              |
| 14 augustus 1960 Plaats: Maastricht De Boschpoort                  | Gerard Bühler 5' Chris Coenen 65'      |               | 35' Theo van Gemert 70' Chris Broeders 75' Wil Houwers |
| Groepsfase                                                         | Limburgia                              | 3 – 1 (2 – 0) | Rapid JC                                               |
| 17 augustus 1960 Plaats: Brunssum Venweg                           | Karel Muyres 4', 15' Gradus Hansen 72' |               | –' (e.d.) Paul Ewe                                     |
| Groepsfase                                                         | VVH '16                                | 0 – 5 (0 – 2) | Limburgia                                              |
| 18 september 1960 Plaats: Heerlen Sportterrein aan de Kerkraderweg |                                        |               | –', –', –' Wil Houwers Willy Hofman Theo van Gemert    |
| Groepsfase                                                         | Limburgia                              | 0 – 3 (0 – 0) | Roda Sport                                             |
| 30 oktober 1960 Plaats: Brunssum Venweg                            |                                        |               | –' (pen.) Gerard Hoenen Joseph Büttgen Frits Janssen   |

## Statistieken Limburgia 1960/1961

### Eindstand Limburgia in de Nederlandse Eerste divisie A 1960 / 1961
| Stand | Gespeeld | Gewonnen | Gelijk | Verloren | Punten | Doelpunten voor | Doelpunten tegen |
| ----- | -------- | -------- | ------ | -------- | ------ | --------------- | ---------------- |
| 6e    | 34       | 16       | 7      | 11       | 39     | 61              | 54               |

### Topscorers
| #                    | Naam            | Goal |
| -------------------- | --------------- | ---- |
| 1.                   | Karel Muyres    | 14   |
| 2.                   | Jan Hoogen      | 12   |
| 3.                   | Gradus Hansen   | 10   |
| 4.                   | Willy Hofman    | 8    |
| 5.                   | Martin Molnar   | 7    |
| 6.                   | Gène Gerards    | 3    |
| 7.                   | Chris Broeders  | 1    |
| 7.                   | Theo van Gemert | 1    |
| 7.                   | Ben Thoen       | 1    |
| Onbekende doelpunten |                 |      |
| –                    | Onbekend        | 4    |
| Totaal               | Totaal          | 61   |

| #      | Naam            | Goal |
| ------ | --------------- | ---- |
| 1.     | Wil Houwers     | 4    |
| 2.     | Karel Muyres    | 2    |
| 2.     | Theo van Gemert | 2    |
| 4.     | Chris Broeders  | 1    |
| 4.     | Gradus Hansen   | 1    |
| 4.     | Willy Hofman    | 1    |
| Totaal | Totaal          | 11   |